# كيم سنغ-وو (لاعب كرة قدم كوري جنوبي)
كيم سنغ-وو (هانغل: 김상우) هو حكم كرة قدم ولاعب كرة قدم كوري جنوبي، ولد في 4 أغسطس 1975 في كوريا الجنوبية.